# (8413) Kawakami
(8413) Kawakami (1996 TV10) – planetoida z pasa głównego asteroid okrążająca Słońce w ciągu 3,34 lat w średniej odległości 2,23 au. Odkryta 9 października 1996]roku.